# تپه ده‌سواران ۶
تپه ده سواران ۶ مربوط به دوران فرادیرینه‌سنگی است و در شهرستان کرمانشاه، بخش مرکزی، دهستان دورود فرامان، ۱/۲ کیلومتری شرق و جنوب شرق روستای ده سواران واقع شده و این اثر در تاریخ ۱۸ اسفند ۱۳۸۷ با شمارهٔ ثبت ۲۴۸۵۶ به‌عنوان یکی از آثار ملی ایران به ثبت رسیده است.